# تغيير (شعر)
التغيير هو أن يحيل الشاعر الاسم عن حاله وصورته إلى صور أخرى، إذا اضطرته العروض إلى ذلك. وذلك كما كقول النابغة يذكر النبي سليمان «ونسج سليم كل قضاء ذائل» وكقول الأسود بن يعفر «من نسج داود أبي سلام» ويقصد بأبي سلام أبا سليمان الذي هو النبي داود.